# Bahntower
BahnTower (Бантауэр) — высотное здание в Берлине на Потсдамской площади, штаб-квартира холдинга Deutsche Bahn. Здание с восточной стороны примыкает к комплексу Sony Center. Высота здания в 26 этажей составляет 103 м. Таким образом, небоскрёб является пятнадцатым по высоте зданием Берлина и шестьдесят четвёртым по высоте зданием Германии.
Стеклянная башня BahnTower была построена в 1997-2000 годах компаниями Hochtief и Kajima Corporation по проекту американского архитектора немецкого происхождения Гельмута Яна.